# Bočaki
Bočaki is een plaats in de gemeente Konjščina in de Kroatische provincie Krapina-Zagorje. De plaats telt 204 inwoners (2001).